# Saudiarabiens flagga
Saudiarabiens flagga är grön med den muslimska trosbekännelsen över ett vitt svärd. Flaggan används på land och till sjöss som stats- och örlogsflagga. Den får inte användas av privatpersoner på land. Flaggan antogs av Saudiarabien i sin nuvarande utformning 1973 och har proportionerna 2:3.

## Symbolik
Grönt är islams färg och anses ha varit profeten Muhammeds favoritfärg. Svärdet visar den saudiarabiske kungen ibn Sauds segrar. Den arabiska skriften är islams trosbekännelse (shahadah): "Det finns ingen gud utom Gud, och Muhammed är hans profet".

## Historik
Flaggans grundläggande utformning, en grön duk med den islamska trosbekännelsen i vitt, bygger på de flaggor som den wahhabitiska rörelsen sedan slutet av 1800-talet använt i de områden som sedermera bildade Saudiarabien. Wahhabiterna var en bärande kraft bakom ibn Sauds (Abdul Aziz ibn Abdul Rahman) väg till positionen som sultan över kungariket Najd, och ibn Saud antog 1902 wahhabiternas flagga, fast med ett svärd under trosbekännelsen. Svärdet står för det vapen som ibn Saud fick av sin far. Före 1938 hade flaggan en vit bård vid den inre kanten. Svärdets utseende har varierat, och har ibland bestått av två korslagda svärd.
Kungariket Saudiarabien bildades 1932 genom att ibn Saud sammanfogade sitt eget rike Najd med kungariket Hijaz, som styrts av den hashimitiske sharif Hussein ibn Ali från första världskrigets slut till 1924. Hussein ibn Ali var en av ledarna i arabiska revolten och skapade revoltens flagga, en flagga som haft stor betydelse för utformningen av många arabiska länders flaggor under 1900-talet.

### Tidigare flaggor

Najd, 1744−1891
Najd, 1902−1921
Najd, 1921−1926
Najd, 1926−1932 (med vit bård)

Hijaz, 1916-1917
Hijaz, 1917−1920, identisk med arabiska revoltens flagga
Hijaz, 1920−1926
Hijaz, 1926−1932

Saudiarabien, 1932−1934
Saudiarabien, 1934−1938
Saudiarabien, 1938−1973